# بطولة تونس لألعاب القوى 1978
بطولة تونس لألعاب القوى 1978 هو الدورة 23 من بطولة تونس لألعاب القوى.

فاز بهذا الموسم الزيتونة الرياضية.

## روابط خارجية
- الموقع الرسمي للجامعة التونسية لألعاب القوى.